# Спектрофотометријска интракутана анализа
Спектрофотометријска интракутана анализа (СИА) брза је неинвазивна и потпуно сигурна метода диференцијације пигментираних лезија коже са изразитим предностима у односу на клиничку и дерматоскопску дијагнозу меланома. Дијагноза се заснива на објективним карактеристикама као што су присуство дермалног пигмента, васкуларност лезије и интегритет колагена.
Иако су оптичке методе, попут СИА, још увек у развоју оне дају информације ин виво које су уско повезане са хистопатолошким подацима и могу избећи непотребну ексцизију и обезбеђују побољшану контролу маргина ексцизије.

## Опште информације
Дермоскопија која се од њеног увођења у дијагностику промена на кожи сматра златним стандардом за клиничку процену пигментираних лезија коже. У стручним рукама, овај инструмент побољшава и осетљивост и специфичност за дијагнозу меланома, међутим, поузданост дијагнозе је у великој мери зависио од вештина и искуства испитивача. Овај недостатак дерматоскопије компензовала је спектрофотометријска интракутана анализа (СИАскопија), нова, комерцијално доступна метода неинвазивне анализе пигментираних лезија коже.

### Разлика између дермоскопије и СИА
Резултати истраживања показали су да дермоскопија и СИА  имају осетљивост од 92 до 100%, што је респективно. Међутим дермоскопија остаје и дање најбољи дијагностички алат за преоперативну дијагнозу пигментираних лезија коже, док спектрофотометријска интракутана анализа (која поред  дермоскопске слике даје и дерматоскопску графију), има предности у обуци и архивирању података.

### Поузданост методе
Спектрофотометријска интракутана анализа која се лако изводи уз помоћ апарата названог СИА скоп (SIAscopy), који омогућава преглед лезија коже са великом тачношћу и на високо објективан начин. Метода се показала као најпоузданија и најпоновљивија од претходних неинвазивних дијагностичких техника меланоскопије, чија осетљивост достиже вредност од 96%. 

### Принцип рада
Уређај, назван СИА скоп, ради на принципу емисије безопасног зрачења у распону од 400 до 950 nm на површину коже и затим мерењем количине рефлектоване светлости за сваку таласну дужину, што омогућава прављење разлике између појединих компонента  коже по њиховим оптичким својствима, заснованих на апсорбовању и/или рефлексији светлости у различитом степену и преферирању интеракције са одређеним таласним дужинама светлости. 
Из спектралних мерења сисскоп издваја информације о локацији, количини и дистрибуцији меланина, колагена и хемоглобина (односно васкуларности) унутар слојева коже. 
Добијене податке уређај затим приказују на екрану као СИА графију (графички приказ дигиталних информација). 
Утврђено је да меланом показује карактеристичну СИА скопску слику, што омогућава лекарима да дијагностикују тумор довољно рано чак и онима без много искуства. 

### Поступак
Током сиаскопије, младежи и друге кожне промене прегледају се брзо и безболно. Ова метода испитивања не захтева никакву додатну интервенцију и припрему пацијента. Након неколико секунди, монитор показује унутрашњу структуру пигментне структуре која покрива део коже до дубине од 2 mm. Поред тога, слика се може похранити у посебну базу података на захтев пацијента. Ово олакшава контролне тестове, јер је могуће проценити варијацију структуре током времена, упоређујући укупну слику исте јединице и специфичне параметре.